# 青山舞莉
青山 舞莉（あおやま まいり、2000年7月28日 - ）は、日本のタレント。東京都出身。

## 略歴・人物
幼少期・学生時代の大半をシンガポールとインドネシアで過ごし、語学を含めワールドワイドな感性を身につける。高校を卒業後、早稲田大学先進理工学部に入学し、2019年3月にYoutubeアカウントを開設。その後、早稲田大学政治経済学部に転部し、2022年9月に卒業した。

## 出演

### RADIO
- ニホンのナカミ（2019年7月14日、FM FUJI）[4]

### WEB
- AbemaTV「アオハル♥LINE-第4弾」
- FINEBOYS Online「あの娘のスニーカー。44人目」（2019年5月24日）[5][6]